# Opel Campo
De Opel Campo (in het Verenigd Koninkrijk Vauxhall Brava) is een pick-up truck die door het automerk Opel werd geproduceerd van augustus 1991 tot december 2001.
De Campo, die in West- en Midden-Europa werd aangeboden, werd in andere werelddelen verkocht als de Isuzu Campo.
De Campo is de concurrent van de Toyota Hilux, Mazda B-Serie, Nissan PickUp, Mitsubishi L200 en de Ford Ranger en was beschikbaar in drie versies; een tweedeurs met twee zitplaatsen, een tweedeurs met een extra rij stoelen met twee extra stoelen (Sportscab) en een vierdeurs met vier stoelen.
Om de laadruimte af te dekken boden de fabrikanten Truckman, Road-Ranger en Bahma hardtops aan.
In mei 1997 kreeg de Campo een facelift.
Daarbij werden de lampen en de bumpers aangepast.
Vanaf nu werd het model ook geproduceerd voor Holden als Holden Campo.
Bij de facelift werd de prestatie van de 2,5-liter dieselmotoren verhoogd van 76 pk naar 100 pk.
Kort voor het einde van de productie zette Opel in maart 2001 de ‘Limited Edition’ op de markt.
Dat was een duurdere speciale serie van de Campo die standaard elektrische ramen, elektrische spiegels en tweekleurige lak had.
De Campo had drie dieselmotoren en een benzinemotor, de benzinemotor werd in 1994 verbeterd.
| Model   | Cilinderinhoud | Vermogen     | Moment | Verbruik     | 0–100 km/h | Max. snelheid | gebouwd           |
| ------- | -------------- | ------------ | ------ | ------------ | ---------- | ------------- | ----------------- |
| 2.3     | 2254cc         | 69 kW 94 pk  | 170 nm | ...l/100 km  | 23,1 s     | 138 km/h      | 08/1991 - 07/1995 |
| 2.3     | 2254cc         | 72 kW 98 pk  | 174 nm | ...l/100 km  | 22,3 s     | 144 km/h      | 07/1994 - 12/2001 |
| 2.5 TD  | 2499cc         | 56 kW 76 pk  | 160 nm | 8,2l/100 km  | 23,4 s     | 125 km/h      | 08/1991 - 04/1997 |
| 2.5 DTI | 2499cc         | 74 kW 100 pk | 226 nm | 8,1l/100 km  | 18,3 s     | 140 km/h      | 05/1997 - 12/2001 |
| 3.1 TD  | 3059cc         | 80 kW 109 pk | 255 nm | 12,1l/100 km | 16,9 s     | 155 km/h      | 11/1992 - 12/2001 |